# Porcellio bovei
Porcellio bovei là một loài chân đều trong họ Porcellionidae. Loài này được Lucas miêu tả khoa học năm 1849.